# فلمینگ (میزوری)
فلمینگ (به انگلیسی: Fleming) یک شهر در ایالات متحده آمریکا است که در شهرستان ری، میزوری واقع شده‌است. فلمینگ ۱٫۴۰ کیلومتر مربع مساحت و ۱۲۸ نفر جمعیت دارد و ۲۲۴ متر بالاتر از سطح دریا واقع شده‌است.